# Hosszúvíz
Hosszúvíz é um município da Hungria, situado no condado de Somogy. Tem 7,1 km² de área e sua população em 2019 foi estimada em 48 habitantes.